# Zajączkowo (serial animowany)
Zajączkowo (ang. Bunnytown, 2007-2008) – serial animowany produkcji brytyjskiej, z 2007 roku, który zadebiutował w bloku Playhouse Disney na kanale Disney Channel.

## Fabuła
Akcja serialu toczy się w kolorowym, wirtualnym świecie zamieszkanym przez energiczne króliki, które uwielbiają tańczyć, śpiewać i skakać wysoko w niebo. Każdy odcinek przedstawia różnorodne przygody mieszkańców Zajączkowa, ukazując ich codzienne życie pełne zabawy i radości.
Serial składa się z 25 odcinków, z których każdy trwa około 32 minut. Każdy epizod zawiera segmenty muzyczne i taneczne, które angażują młodych widzów do wspólnej zabawy i nauki.

## Spis odcinków
| N/o            | Polski tytuł                    | Angielski tytuł          |
| -------------- | ------------------------------- | ------------------------ |
|                |                                 |                          |
| SERIA PIERWSZA |                                 |                          |
|                |                                 |                          |
| 01             | Witajcie Zajączki!              | Hello Bunnies!           |
|                |                                 |                          |
| 02             | Śmieszne zajączki               | Bunny Funnies!           |
|                |                                 |                          |
| 03             | Zajączkowa chichota             | Bunny Giggles!           |
|                |                                 |                          |
| 04             | Zajączkowa beczka śmiechu       | Barrel Full of Bunnies!  |
|                |                                 |                          |
| 05             | Pączki Zajączków!               | Bunny Shenanigans!       |
|                |                                 |                          |
| 06             | Zimowy czas w Zajączkowie       | Wintertime in Bunnytown! |
|                |                                 |                          |
| 07             | Zajączkowe śmieszki             | Bunny Ha-Ha's!           |
|                |                                 |                          |
| 08             | Zajączkowa strzałeczka          | Hiya Bunnies!            |
|                |                                 |                          |
| 09             | Gdzie są Zajączki               | Bunnies-A-Go-Go?         |
|                |                                 |                          |
| 10             | Dzień Zajączka!                 | G'day Bunnies!           |
|                |                                 |                          |
| 11             | Marchewkowy dzień               | Carrot Giving Day!       |
|                |                                 |                          |
| 12             | Nowy Zajączek                   | Bonkers for Bunnies!     |
|                |                                 |                          |
| 13             | Zajączkowe zwierzaki            | BunnyTown Pets!          |
|                |                                 |                          |
| 14             | Zajączkowa zabawa               | Bunny Town Fun!          |
|                |                                 |                          |
| 15             | Urodziny Zajączkowego króliczka | King Bunny's Birthday!   |
|                |                                 |                          |
| 16             |                                 | Those Wacky Bunnies!     |
|                |                                 |                          |
| 17             | Blues o wspaniałej kołderce!    | Bunny Blankie Blues!     |
|                |                                 |                          |
| 18             | Zajączkowe żarciki              | Bunnytown Follies!       |
|                |                                 |                          |
| 19             | Bańlo w Zajączkowie!            | Bumbling Bunnies!        |
|                |                                 |                          |
| 20             |                                 | Bunnies Bunnies Bunnies! |
|                |                                 |                          |
| 21             |                                 | Groovy Bunnies!          |
|                |                                 |                          |
| 22             |                                 | Bunny-a-Rama             |
|                |                                 |                          |
| 23             |                                 | What a BunnyTown Hoot!   |
|                |                                 |                          |
| 24             |                                 | BunnyTown Chuckles!      |
|                |                                 |                          |
| 25             |                                 | Get Fit, Bunnytown!      |
|                |                                 |                          |